# Plagiat de Wikipédia
La communauté wikipédienne accorde une licence pour le contenu qu'elle publie sous la licence Creative Commons; celle-ci permet sa réutilisation à la condition formelle que l'attribution soit correctement indiquée.
Dans un certain nombre de cas, certains auteurs ont omis de créditer les auteurs wikipédiens et ont tenté de faire passer des éléments de Wikipédia pour leur propre travail. Un tel plagiat constitue une violation de la licence Creative Commons et, une fois découvert, peut être un motif d'embarras, de sanctions professionnelles ou de problèmes juridiques.
Dans les milieux éducatifs, il arrive que des étudiants copient Wikipédia pour s'acquitter de tâches scolaires. Une étude réalisée en 2011 par Turnitin a révélé que Wikipédia était le site Web le plus copié par les étudiants de l'enseignement secondaire et supérieur.

## Cas notables
Plusieurs auteurs ou institutions notables auraient plagié Wikipédia, principalement dans sa version anglophone.

### Wikipédia en anglais
- David Agus (en)[3]
- Chris Anderson, dans son livre Free! Entrez dans l'économie du gratuit, paru en 2009[4]
- Jill Bialosky (en)[5]
- Monica Crowley (en)[6],[7]
- L'éditeur scientifique Elsevier retire un livre publié en 2020 pour plagiat de longs passages de Wikipédia[8]
- Five Star Movement(parti politique italien)[9]
- Jane Goodall[10]
- L'Organisation du baccalauréat international (IBO) a été accusée d'avoir copié  de Wikipedia des guides de notations confidentiels destinés aux examinateurs[réf. nécessaire]
- Internet Research Agency[11]
- Benny Johnson (columnist) (en)[12]
- Siniša Mali, ministre des finances serbe, aurait plagié Wikipédia dans sa Thèse de Ph.D de l'université de Belgrade[13]
- John McCain[14]
- Yana Milev (en)[15]
- Préfecture d'Okayama[16]
- Oxford University Press[17]
- Neri Oxman[18]
- Rand Paul[19]
- Le Pentagone[20]
- Rachel Reeves[21]
- Une rédactrice des documents officiels du comté de Santa Clara en Californie[22]
- Peter Schweizer, dans son livre Secret Empires de 2008[23]
- Le gouvernement du Royaume-Uni, dans son livre blanc de mise à niveau Levelling Up  de 2022[24]
- Gerónimo Vargas Aignasse[25],[26]
- Fabiola Yáñez (en)[27]
- Alejandro Zaera-Polo[28]
- James Somerton[réf. nécessaire]

### Wikipédia en français
- Michel Houellebecq[réf. nécessaire]